# NGC 7286
NGC 7286 (другие обозначения — PGC 68922, UGC 12043, MCG 5-53-2, ZWG 495.2, KAZ 289) — галактика в созвездии Пегас.
Этот объект входит в число перечисленных в оригинальной редакции «Нового общего каталога».